# Гортари, Эли де
Эли Эдуардо де Гортари (исп. Eli Eduardo de Gortari; 28 апреля 1918, Мехико, Федеральный округ, Мексика — 29 июля 1991) — мексиканский мыслитель-марксист, логик, историк и философ науки, пропагандист диалектического материализма, инженер.

## Биография
В 1938 году Эли де Гортари поступил в инженерную школу Национального автономного университета Мексики (UNAM), получив спустя два года диплом инженера-нефтяника. Однако его растущая приверженность преобразованию общества привела его в муниципальное инженерное училище Министерства народного образования, где он получил степень в области муниципальной и санитарной инженерии в 1942 году. Позже продолжил обучение математике и физике на факультете естественных наук UNAM.
В конце концов, в 1948 году он стал преподавателем философии науки в своём университете. В 1949 году он получил степень магистра философии Magna Cum Laude, опубликовав в Советском Союзе свою диссертацию «Наука логики», и возглавил кафедру логики и философии естествознания. В 1950 году был назначен координатором и президентом Семинара по научным и философским проблемам, который он основал вместе с Самуэлем Рамосом и Гильермо Аро, и нынешним президентом которого является Руй Перес Тамайо.
С 1954 года был штатным исследователем в Институте философских исследований UNAM, деканом которого стал в 1963 году. В 1955 году он получил докторскую степень по философии, защитив диссертацию по теории суждений и логических выводов в диалектической логике. В августе 1961 года был избран ректором Мичоаканского университета Сан-Николас-де-Идальго  и занимал эту должность до 1963 года, когда он был смещён властями штата по политическим причинам.
Вернувшись в UNAM, он посвятил себя защите студентов университета, подвергшихся нападениям и репрессиям правительства под председательством Густаво Диаса Ордаса. Наконец, он присоединился к Коалиции учителей среднего и высшего образования, став членом её Комиссии по чести и справедливости, активно участвовавшей в студенческом движении 1968 года. 18 сентября того же года был разлучён со своей семьей, арестован и брошен в тюрьму предварительного заключения Лекумберри, поскольку власти сочли его нахождение на свободе опасным. Оставаясь за решёткой до 1971 года, читал заключённым лекции по истории Мексики.
С 1975 по 1977 год Эли де Гортари был президентом Философской ассоциации Мексики. С 1984 года он был исследователем Национальной системы исследователей Национального совета науки и технологий. С 1986 года получил высшее звание в Институте философских исследований UNAM. Несмотря на десятилетия левого активизма и связи с Мексиканской коммунистической партией, на выборах 1988 года Эли поддержал кандидатуру в президенты своего племянника Карлоса Салинаса де Гортари, обратившись в оппозицию тому только за несколько дней до своей смерти в 1991 году.

## Работы
За время своей обширной профессиональной деятельности он опубликовал 32 книги, 7 брошюр, 121 статью и 24 перевода фундаментальных исследований на немецкий, английский, русский, французский и китайский языки.
Его работы посвящены главным образом проблемам логики и методологии научного познания, истории мексиканской культуры и философии. Вклад Эли де Гортари и его ученика Адольфо Санчеса Васкеса считается важнейшим философским достижением в области диалектического материализма в латиноамериканской философии XX века.
Среди его опубликованных работ: «Наука логики» («La ciencia de la lόgica», 1950); «Введение в диалектическую логику» (1956, русский перевод 1959); «Наука в истории Мексики» (1963); «Диалектика физики» (1964); «Общая логика» (1965); «Семь очерков современной науки» (1969); «Диалектический метод» (1970); «Наука и развитие самосознания в Мексике: 1767—1883» (1973); «Научные методы» (1977); «Элементы математической логики» (1983); «Университетская реформа сегодня и завтра» (1987, в которой рассказывает о своей борьбе качестве активиста в области образования) и «Словарь логики» (1988).
Подчёркивая ограниченность формальной логики, Гортари понимает под диалектической логикой науку о законах и формах мышления, основанную на законах материалистической диалектики. При этом изучение законов диалектической логики автор тесно связывает с исследованием объективных методов, применяемых в социальных и естественных науках.

## Переводы на русский
- Введение в диалектическую логику. М., 1959.
- Современные течения философии в Мексике // Вопросы философии, 1957, № 2.